# Grosselfingen
 Grosselfingen  es una localidad del Distrito de Zollernalb en Alemania en plena Selva Negra. 